# Sunil Joshi
Sunil Lal Joshi (ur. 14 czerwca 1964 lub 1966, zm. 25 czerwca 2017 w Katmandu) – nepalski sztangista, olimpijczyk z Atlanty.
Na igrzyskach w Atlancie (1996) startował w wadze +108 kilogramów. Wśród zawodników sklasyfikowanych zajął ostatnie 17. miejsce, osiągając w dwuboju 282,5 kilograma (120 kilogramów w rwaniu i 162,5 kilograma w podrzucie).
Na Igrzyskach Południowej Azji 1984 w Katmandu zdobył srebro, zaś rok później w Dhace był trzykrotnym brązowym medalistą. Trzy brązowe medale wywalczył w 1987 roku w Kolkacie i w 1989 roku w Islamabadzie, zaś w 1991 roku w Kolombo osiągnął trzy srebra. Swój ostatni medal igrzysk południowej Azji (srebrny) zdobył w 1995 roku w Madras.
Dwukrotnie uczestniczył w igrzyskach azjatyckich oraz trzykrotnie brał udział w mistrzostwach Azji.
Siedem razy z rzędu występował na igrzyskach Południowej Azji, po ostatnich igrzyskach w 1995 roku wybrał karierę trenerską – został trenerem podnoszenia ciężarów. Jego podopieczni zdobywali medale igrzysk Azji Południowej. Był przewodniczącym Nepal Olympian Association i wiceprzewodniczącym Nepalskiej Federacji Podnoszenia Ciężarów.
22 czerwca 2017 roku trafił do szpitala po tym, jak uskarżał się na problemy z oddychaniem. Zmarł trzy dni później w wyniku zawału serca w stołecznym Shahid Gangalal National Heart Centre. Miał żonę i syna.